# 83. pehotni polk (Italija)
83. pehotni polk Venezia (izvirno italijansko 83º Reggimento fanteria) je bil pehotni polk Kraljeve italijanske kopenske vojske.

## Zgodovina
Med prvo svetovno vojno je bil polk aktiven na soški fronti ter med drugo svetovno vojno je bil nastanjen v Grčiji in v Jugoslaviji.